# Урю (река)
Урю (яп. 雨竜川 урю:-гава) — река в Японии на острове Хоккайдо, приток крупнейшей реки острова — Исикари. Длина реки составляет 155-177 км, территория её бассейна — 1722 км².
Исток реки находится в центральной части гор Тесио, в верховьях она называется Путокамабецу (プトカマベツ川). Она течёт через ущелья, собирая горные потоки, после чего впадает в водохранилище Сюмаринай (иначе Сюмаринай-ко, вдхр. Урю) площадью 23,7 км² и глубиной 31 м. Оно образовано возведённой в 1943 году плотиной Урю № 1 и является крупнейшим в Японии по площади. Далее она течёт на юг через горы, протекает через равнину, где стоит посёлок Хороканай, и впадает в водохранилище Такадомари (яп.  鷹泊). Ниже плотины она выходит на равнину Исикари и поворачивает на запад. Далее она объединяется с реками Тадаси (яп. 多度志川), Хорониитатибецу (яп. 幌新太刀別川), Этайбецу (яп. 恵岱別川) и Охо (яп. 大鳳川), и впадает в Исикари в городе Фукагава (район Мосеуси).
Годичная норма осадков в районе реки составляет около 1500 мм. Около 81 % бассейна реки занимает природная растительность, около 18 % — сельскохозяйственные земли, около 1 % застроено. Горы покрывают около 70 % бассейна.